# 野田華子 (モデル)
野田 華子（のだ はなこ、1986年6月23日 - ）は、日本のギャルママモデル。ギャルママ雑誌『I LOVE mama〔アイラブママ〕』の専属モデルを務める。同誌の看板的なモデルの一人。
150センチメートル、42.7キログラム。東京都出身。できちゃった結婚で結ばれた夫と1男1女を有する母。“のだはな”の愛称がある。

## 来歴
アイラブママ誌ではもとは読者モデルとして活動していたものの、2010年の8月号にて同誌の表紙を飾ると同時に、同誌の専属モデルとなった。

## 出演

### 雑誌
- 『I LOVE mama』（専属：2010年8月号より）

### テレビ
- 『プリママ』（2011年4月 - 2012年12月、KBS京都/テレビ神奈川/サンテレビ）[11] 共/仲本沙織、日菜あこ、大工原里美、木口千佳、孫きょう、新井千佳、白井ゆかり、白戸彩花、鈴木明理[12]
- 『『ぷっ』すま』（2011年5月17日、テレビ朝日）[13] ― 木口千佳、白戸彩花、中津由香里、久保綾音、亀澤有未、仲本沙織、大城真帆、岩田まいり、川端さき、杉山優美、津久井奈津実、青沼萌子も出演[14]
- 『ひるおび!』（2009年10月19日、TBSテレビ）[13]

### その他
- テレビCM：『mamaごはん』（味の素）[7]
- スタジオジブリ試写会『借りぐらしのアリエッティ』（2010年7月11日） 共/日菜あこ[15]